# Lawless (película)
Lawless — Los ilegales en Hispanoamérica y Sin ley en España—  es una película estadounidense de 2012 del género crimen y drama dirigida por John Hillcoat. El guion estuvo a cargo de Nick Cave y está basado en la novela The Wettest County in the World de Matt Bondurant. 
La película está protagonizada por Shia LaBeouf, Tom Hardy, Gary Oldman, Mia Wasikowska, Jessica Chastain, Jason Clarke, y Guy Pearce. Fue proyectada en el Festival de Cannes de 2012 y fue estrenada el 2 de agosto de 2012.

## Argumento
Lawless explora la vida de tres hermanos Forrest (Hardy), Howard (Clarke), y Jack Bondurant (LaBeouf), que produjeron y vendieron alcohol ilegal en el condado de Franklin, Virginia, durante la prohibición.

## Reparto
- Shia LaBeouf como Jack Bondurant.
- Tom Hardy como Forrest Bondurant.
- Jason Clarke como Howard Bondurant.
- Jessica Chastain como Maggie Beauford.
- Guy Pearce como Charlie Rakes.
- Mia Wasikowska como Bertha Minnix.
- Dane DeHaan como Cricket Pate.
- Gary Oldman como Floyd Banner.
- Lew Temple como Henry Abshire, ayudante del sheriff.
- Chris McGarry como Danny.
- Tim Tolin como Mason Wardell.
- Marcus Hester como Jeff Richards, ayudante del sheriff.
- Bill Camp como el sheriff Hodges.
- Alex Van como Tizwell Minnix.
- Noah Taylor como Gummy Walsh.

## Premios
| Premio                           | Categoría                                             | Nominados                                       | Resultado |
| -------------------------------- | ----------------------------------------------------- | ----------------------------------------------- | --------- |
| Festival de Cannes 2012          | Palme d'Or                                            | John Hillcoat                                   | Nominado  |
| Georgia Film Critics Association | Mejor canción original                                | "Cosmonaut" by Nick Cave & Warren Ellis         | Nominado  |
| Georgia Film Critics Association | Mejor canción original                                | "Fire in the Blood" by Nick Cave & Warren Ellis | Nominado  |
| Georgia Film Critics Association | Premio Oglethorpe por la Excelencia en Georgia Cinema | Nick Cave & John Hillcoat                       | Nominado  |

## Banda sonora
La banda sonora de la película fue publicada el 28 de agosto de 2012:
| N.º | Título                           | Artist                                                                        | Duración |  |
| 1.  | «Fire and Brimstone»             | The Bootleggers feat. Mark Lanegan                                            | 4:27     |  |
| 2.  | «Burnin' Hell»                   | The Bootleggers feat. Nick Cave                                               | 1:56     |  |
| 3.  | «Sure 'Nuff 'n Yes I Do»         | Ralph Stanley                                                                 | 1:27     |  |
| 4.  | «Fire in the Blood»              | The Bootleggers feat. Emmylou Harris                                          | 1:10     |  |
| 5.  | «White Light / White Heat»       | The Bootleggers feat. Mark Lanegan                                            | 4:24     |  |
| 6.  | «Cosmonaut»                      | The Bootleggers feat. Emmylou Harris                                          | 3:42     |  |
| 7.  | «Fire in the Blood / Snake Song» | The Bootleggers feat. Emmylou Harris, Nick Cave, Ralph Stanley & Warren Ellis | 4:25     |  |
| 8.  | «So You'll Aim toward the Sky»   | The Bootleggers feat. Emmylou Harris                                          | 5:57     |  |
| 9.  | «Fire in the Blood»              | The Bootleggers feat. Emmylou Harris                                          | 1:06     |  |
| 10. | «Fire and Brimstone»             | Ralph Stanley                                                                 | 2:12     |  |
| 11. | «Sure 'Nuff 'n Yes I Do»         | The Bootleggers feat. Mark Lanegan                                            | 2:35     |  |
| 12. | «White Light / White Heat»       | Ralph Stanley                                                                 | 1:38     |  |
| 13. | «End Crawl»                      | Nick Cave & Warren Ellis                                                      | 4:00     |  |
| 14. | «Midnight Run»                   | Willie Nelson                                                                 | 2:37     |  |